# Associació americana per l'avanç de la ciència
L'Associació americana per l'avanç de la ciència (American Association for the Advancement of Science, AAAS) és una organització internacional sense ànim de lucre que té per objectius promoure la cooperació entre els científics defensant la llibertat científica, encoratjant la responsabilitat dels científics i donant suport a l'educació científica i l'extensió universitària (Science outreach) per a la millora de tota la humanitat. És la societat científica general més gran del món amb més de 120.000 membres individuals i institucionals a 91 països el 2017. Publica la revista científica Science, que el 2008 tenia una circulació de 138.549.

## Història
L'American Association for the Advancement of Science es va crear el 20 de setembre de 1848 a Pennsilvània. Va ser una reforma de l'Association of American Geologists and Naturalists. Va escollir a William Charles Redfield com a primer president. Al principi només tenia 87 membres.

## EurekAlert!
El 1996, AAAS va llançar el lloc web EurekAlert!, un servei de distribució de comunicats de premsa sense ànim de lucre i editorialment independent que cobreix totes les àrees de la ciència, la medicina i la tecnologia. EurekAlert! proporciona notícies en anglès, castellà, francès, alemany, portuguès, japonès, i, des de 2007, en xinès.
Els periodistes i autònoms en actiu que compleixin les directrius d'elegibilitat poden accedir als darrers estudis abans de publicar-los i obtenir informació embargada de conformitat amb la política de divulgació justa de la regulació de la Comissió de Borsa i Valors dels Estats Units. A principis del 2018, més de 14.000 periodistes de més de 90 països s'havien registrat per accedir gratuïtament a materials embargats. Més de 5.000 funcionaris actius d'informació pública de 2.300 universitats, revistes acadèmiques, agències governamentals i centres mèdics estan acreditats per proporcionar noves publicacions als periodistes i al públic a través del sistema.
El 1998, les organitzacions científiques europees van contrarestar Eurekalert! amb un servei de distribució de notes de premsa AlphaGalileo.
EurekAlert! ha estat criticat per la manca d'estàndards de comunicats de premsa i per generar el Churnalism.